# Auasc (fiume)
L′Auasc (in amarico አዋሽ, Auash o Awash) è un grande fiume dell'Etiopia. Esso nasce a sud del monte Uorché, a ovest di Addis Abeba; da qui scorre in direzione prima meridionale e poi orientale e nord-orientale, attraverso il parco nazionale dell'Auasc e il Triangolo di Afar; dopo aver alimentato vari laghi termina sfociando nell'endoreico lago Abbe al confine fra Etiopia e Gibuti, a circa 100 chilometri dal golfo di Tagiura.
L'Auasc è lungo 1200 chilometri. Durante la stagione secca il suo livello si abbassa fino a circa un metro di profondità, ma durante la stagione delle piogge può provocare inondazioni su vasta scala su entrambi i lati del suo bacino.

## Storia antica
Gli esseri umani hanno abitato la valle dell'Auasc fin dall'inizio della storia della specie. Nella sua parte centrale si trova un parco archeologico in cui sono stati ritrovati i resti di numerosi ominidi del Pleistocene e del Miocene, insieme ad alcuni dei più antichi utensili in pietra del tipo Olduvai che si conoscano, tracce di argilla cotta e controverse evidenze dell'uso del fuoco. L'evoluzione degli scimpanzé e degli esseri umani si crede che abbia intrapreso percorsi differenti più o meno in questo periodo, fra i 5 e i 7 milioni di anni fa.
I sedimenti ritrovati nel sito erano originariamente parte di laghi o fiumi, mentre i carbonati contengono bassi livelli di isotopi del carbonio: questo suggerisce la possibilità che anticamente il clima della regione fosse umido, permettendo la crescita di foreste o praterie. Anche il ritrovamento di fossili di vertebrati, fra cui i topi del bambù, porta in quella direzione. In questa regione si ebbero periodici eventi vulcanici, il che probabilmente ha portato alla creazione di distinti ecosistemi abitati da distinte specie di vertebrati.
Fra i fossili di ominidi ritrovati nella valle dell'Auasc, oltre al famoso fossile noto come Lucy scoperto nel 1973 ad Hadar., vi sono:
- Ardipithecus kadabba
- Ardipithecus ramidus
- Australopithecus afarensis
- Australopithecus garhi
- Australopithecus anamensis
- Homo erectus
- Homo bodoensis, trovato a Bodo D'ar
- Homo sapiens idaltu trovato a Herto Bouri.

## Storia recente
La valle dell'Auasc è tradizionalmente abitata dalla popolazione Afar. Questa regione ha fatto parte delle storiche province o dei regni di Dawaro, Fatagar, Ifat e Scioa; a parte quest'ultima, tutte queste province scomparvero con l'arrivo degli Oromo nel XVI secolo.
Il primo europeo a cartografare il corso dell'Auasc fino alla foce fu Wilfred Thesiger nel 1933/34, che partì dalla città di Auasc e seguì il fiume fino al lago Abbè.
Nel 1960 venne ultimata la diga di Koka, a 75 chilometri da Addis Abeba: essa è una delle maggiori fonti di elettricità di tutta la regione. Il lago artificiale che ne è risultato, il lago Gelila, si estende su di un'area di circa 180 chilometri quadrati. L'intera opera venne eseguita da una impresa italiana e pagata dall'Italia in conto riparazioni di guerra.
Nel 1980 la valle dell'Auasc è stata inserita nell'elenco dei Patrimoni dell'umanità dell'UNESCO, per via del grande numero di fossili ritrovati e per la loro notevole importanza per la storia dell'evoluzione dell'umanità (qui nel 1974 venne ritrovato lo scheletro chiamato successivamente Lucy).